# Burial (canción de Miike Snow)
«Burial» es una canción de la banda sueca de indie Miike Snow. Fue el segundo sencillo de su debut homónimo "Miike Snow".
Contiene remixes de Benny Blanco y DJ Mehdi, incluida en la edición especial de su álbum debut.
También está incluido en el compilado "Chillout Sessions XII" del sello Ministry of Sound.

## Video musical
El videoclip es dirigido por Daniel Wirtberg y Jonas Rudström. Fue rodada íntegramente en Varanasi, La India, el vídeo sigue a un pueblerino que ha encontrado algo (un cristal, con el jackalope, insignia de su álbum debut) en el mar y se lo enseña a sus conciudadanos.